# Phoenix Motorcars

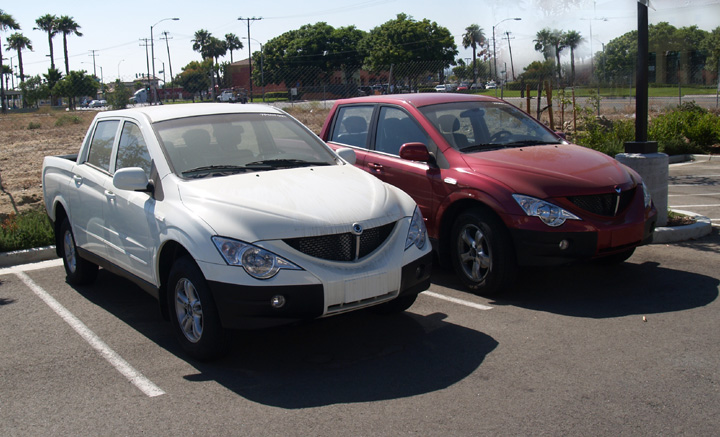
Zwei Phoenix SUTs in Ontario, Kalifornien

Phoenix Motorcars, Inc. ist ein US-amerikanischer Automobilhersteller mit Hauptsitz in Ontario im US-Bundesstaat Kalifornien. Ziel der Phoenix Motorcars ist es, seit der Gründung im Jahre 2002 Elektrofahrzeuge zu entwickeln und herzustellen, die insbesondere auch für den Straßenverkehr auf Autobahnen geeignet sind. Die Fahrzeuge werden vom US-Bundesstaat Kalifornien als Zero Emission Vehicles anerkannt. Der Unternehmenstatus ist derzeit lediglich der einer Startup Company.
Finanziell galt das Unternehmen bislang als bankrott. Erst im Sommer 2009 verbesserte sich diese Situation. Phoenix Motorcars ist zudem ein inoffizieller Teil der GMDAT und wird seit 2006 vom Manager Daniel J. Elliott betreut, der bereits langjährige Erfahrung bei Daewoo und auch der DaimlerChrysler gesammelt hat. In Zusammenarbeit mit Altair Nanotechnologies, Inc. und der Electrovaya Inc. gelang es dann 2008 nach einer firmeninternen Restrukturierung und dem Dazugewinnen weiterer Investoren, die ersten beiden Modelle in Serienproduktion aufzulegen.
Als Pick-up der Marke präsentiert sich der Phoenix SUT, der als Schwestermodell zum SsangYong Actyon Sports fungiert. Den geschlossenen SUV stellt hingegen der Phoenix SUV, welcher als Schwestermodell zum SsangYong Actyon rangiert. Beide sind mit 35 kWh starken Lithium-Titanat-Akkumulatoren ausgerüstet, die den Fahrzeugen eine maximale Reichweite von 150 km ermöglichen.
Im November 2023 wurde die Busabteilung von Proterra übernommen.